# Cailaco
| \| \| |
|       |

|  |

Cailaco (Kailako, Kailaku) ist ein osttimoresisches Verwaltungsamt (portugiesisch Posto Administrativo) in der Gemeinde Bobonaro.

## Geographie

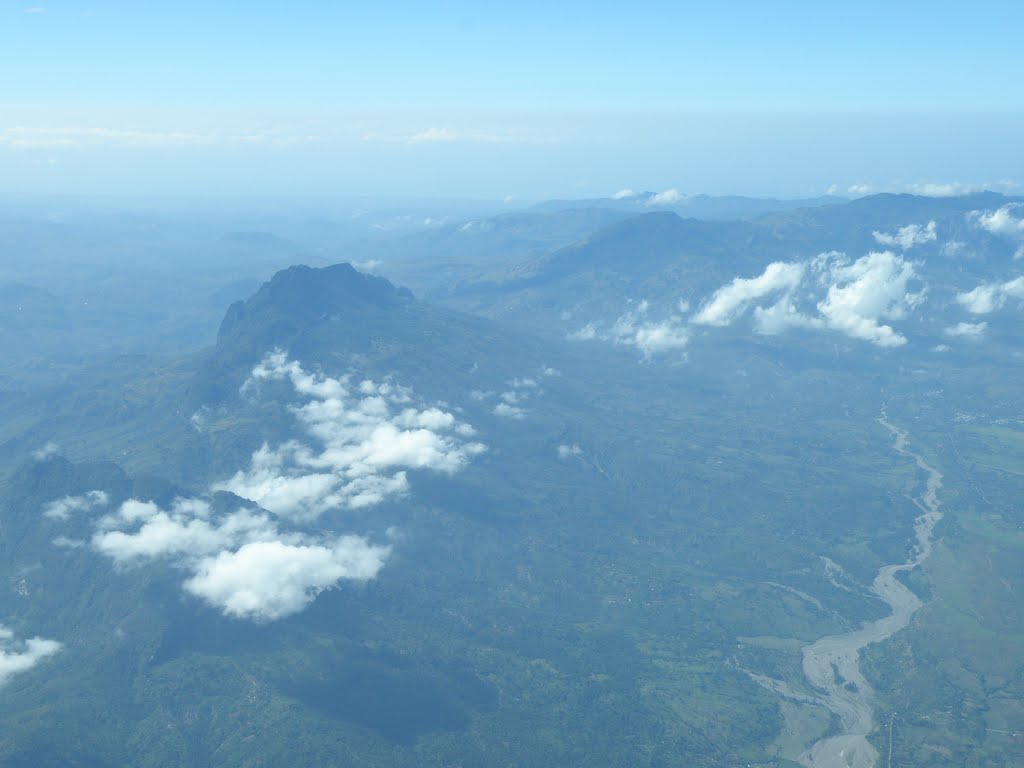
Blick auf den Berg Leolaco, mit dem Bulobo, der Grenze zwischen den Verwaltungsämtern Cailaco (links) und Mailana (rechts).

Bis 2014 wurden die Verwaltungsämter noch als Subdistrikte bezeichnet.
Das Verwaltungsamt Cailaco liegt im Nordosten der Gemeinde Bobonaro. Es wird im Nordosten zum größten Teil vom Fluss Marobo zur Gemeinde Ermera begrenzt, im Nordwesten liegt am anderen Ufer des Nunura das Verwaltungsamt Atabae, im Südwesten und Süden befindet sich das Verwaltungsamt Maliana, jenseits des Nunura-Zuflusses Bulobo und südöstlich, jenseits des Babonasolan (einem Zufluss des Marobo), liegt das Verwaltungsamt Bobonaro. Mehrere Flüsse entspringen in Cailaco und fließen nach Westen in den Nunura oder nach Osten in den Marobo ab. Alle Flüsse gehören zum Flusssystem des Lóis. Der höchste Berg der Region ist der Leolaco (auch Foho Cailaco) mit 1913 m, im Süden Cailacos. Nördlich von ihm liegt der Lesululi, mit 1242 m der zweithöchste Gipfel.
Cailaco hat eine Fläche von 208,02 km² und teilt sich in acht Sucos: Atudara, Dau Udo (Daudo, Dau Udu), Goulolo, Guenu Lai (Guenolai), Manapa, Meligo (Miligo), Purugua (Purogoa, Purugoa) und Raiheu (Raeheu). Der Verwaltungssitz vom Verwaltungsamt Cailaco liegt im Ort Marko im Suco Meligo. Da in Osttimor die Verwaltungseinheiten oft denselben Namen wie ihre Hauptorte haben, wird auch Marko immer wieder in Berichten als Cailaco bezeichnet. Ältere Karten verzeichnen den Ort Cailaco in das Zentrum des Verwaltungsamtes im Suco Atudara beziehungsweise in den Suco Guenu Lai. An beiden Stellen bestehen aber keine Siedlungen.

Klimadaten
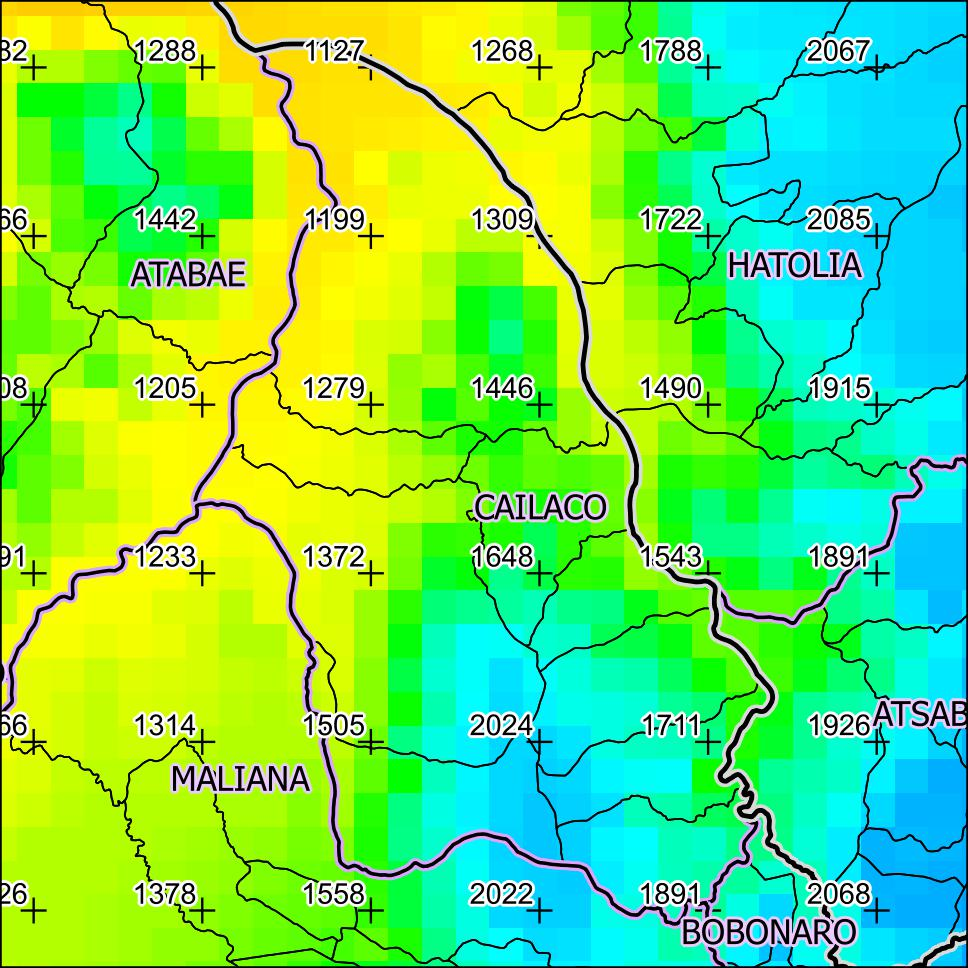
Jährliche Niederschlagsmenge (2000)
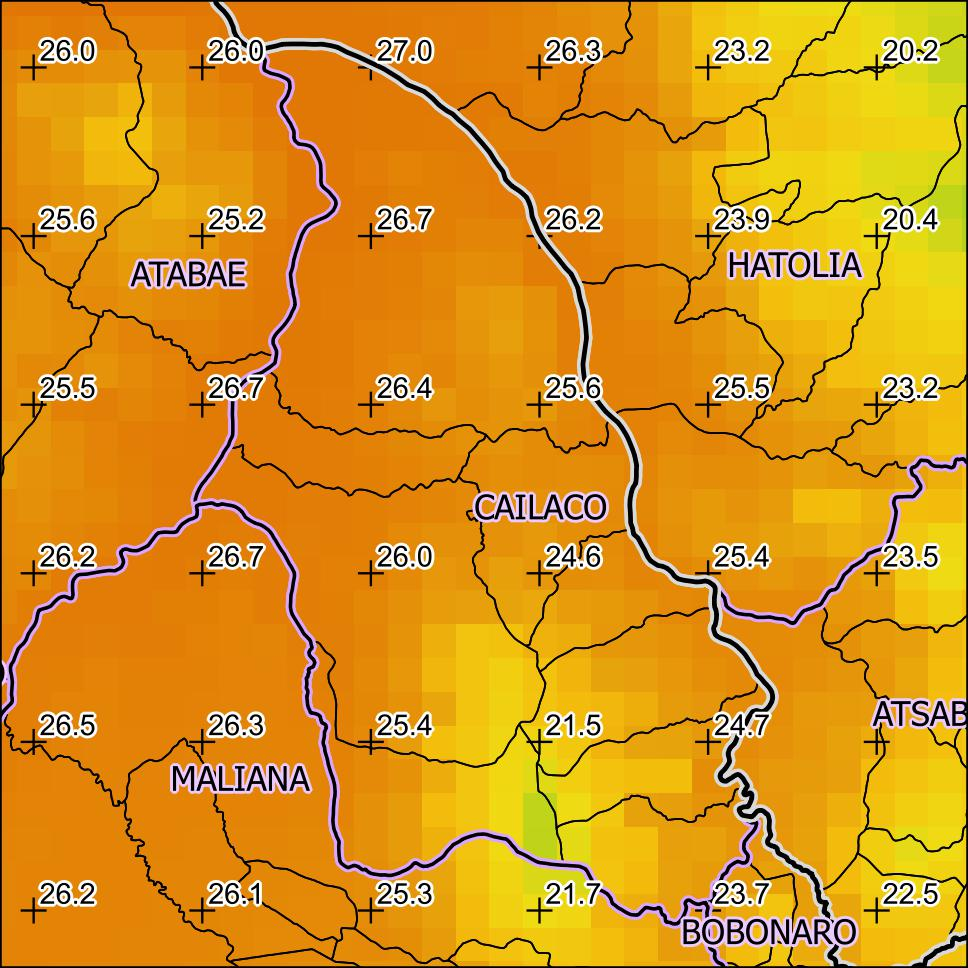
Jahresdurchschnitts-temperatur (2000)

## Einwohner

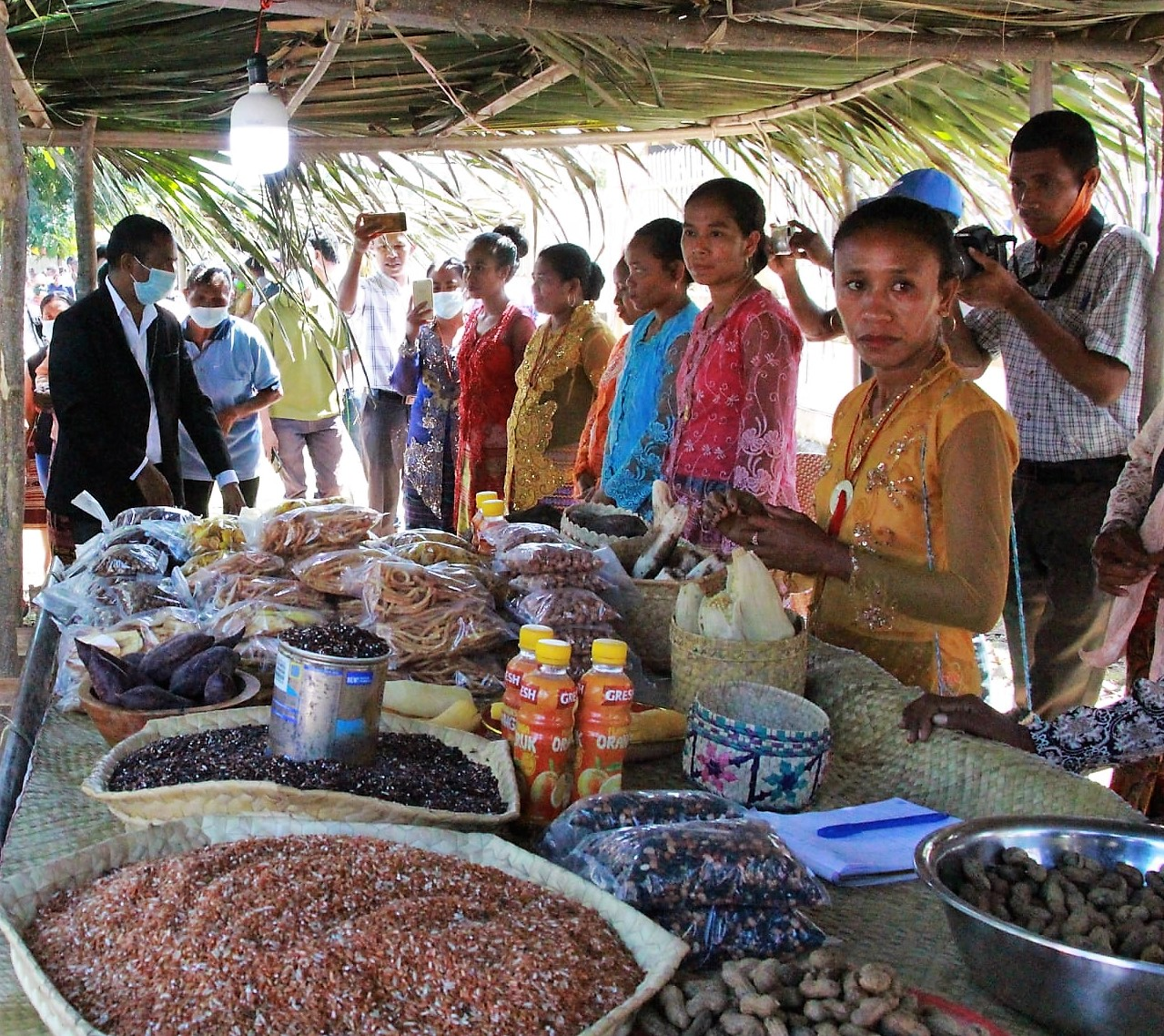
Präsentation von landwirtschaftlichen Erzeugnissen aus Meligo

In Cailaco leben 10.328 Einwohner (2022), davon sind 5.239 Männer und 5.089 Frauen. Im Verwaltungsamt gibt es 2.105 Haushalte. Der Altersdurchschnitt beträgt 18,5 Jahre (2010, Nun sind es 208,02 km². 2004: 18,6 Jahre). Die größte Sprachgruppe bilden die Sprecher der Nationalsprache Kemak. Hier hat die Ethnie der Kemak eines ihrer Zentren in Osttimor. Als Zweitsprache ist die Amtssprache Tetum weit verbreitet. Bahasa Indonesia wurde während der Besatzungszeit verwendet, die Älteren sprechen noch Portugiesisch. Dieses wird auch in den Schulen unterrichtet.

## Geschichte

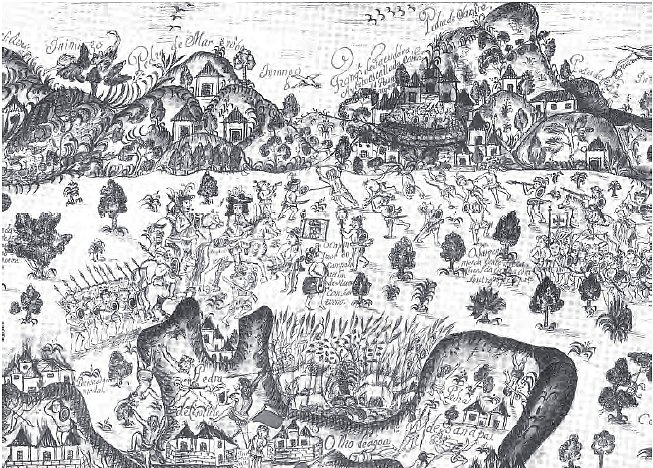
Die Belagerung Cailacos 1726 (Ausschnitt des Planta de Cailacao)

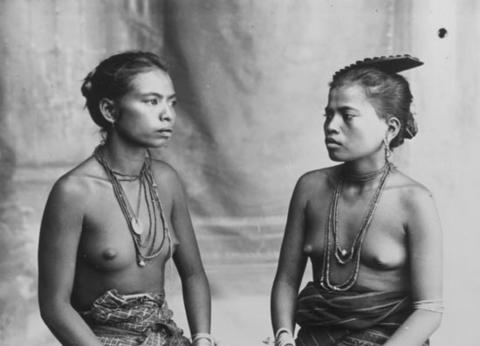
Zwei Frauen aus Cailaco, Álbum Fontoura, vor 1940

Cailaco war eines der traditionellen Reiche Timors, die von einem Liurai regiert wurden. Es erscheint auf einer Liste von Afonso de Castro, einem ehemaligen Gouverneur von Portugiesisch-Timor, der im Jahre 1868 47 Reiche aufführte. Das Reich war in einen Ost- und einen Westreich geteilt, die von zwei Brüdern regiert wurden. Der jüngere Bruder regierte als König des Ostens (tata-bei lelosae), der ältere als König des Westens (tata-bei lelotu).
1719 vereinbarten mehrere timoresische Herrscher (Liurai) ein Bündnis gegen die Portugiesen; der Beginn der Cailaco-Rebellion. Cailaco wurde zum Hauptquartier der Rebellen. Im Marobotal mit den Flüssen Marobo und Lóis lebten damals relativ isoliert 40.000 Menschen. 1726 entsandte der portugiesische Gouverneur António Moniz de Macedo Truppen aus Dili und Batugade gegen die Pedras de Cailaco (Felsen von Cailaco). Die Steilwände des Leolaco boten dem Reich von Cailaco eine natürliche Festung und galten als uneinnehmbar. Am 23. Oktober versammelten die Portugiesen am Fuße des Berges insgesamt 4.000 Mann, zu denen auch Topasse und verbündete Timoresen gehörten. Nach 40 Tagen mussten sie aber im Dezember die Belagerung aufgeben, auch wegen schwerer Regenfälle.
Während der Rebellion in Cowa (1868–1871) unterstützte Cailaco die portugiesische Kolonialmacht mit eigenen Kriegern. Bei der Rebellion von Manufahi (1911/1912) stand Cailaco aber auf Seiten der Aufständischen.
Cailaco war 1976 ein Rückzugsgebiet der FALINTIL, die gegen die indonesischen Invasoren kämpfte. Hier gründete sie eine base de apoio, eine Widerstandsbasis, die Zuflucht für Flüchtlinge aus Cailaco, Hatulia, Letefoho, Maubara und Atabae bot. Später wurde die Basis von den Indonesiern zerstört.
1999 kam es im ganzen Land zu gewaltsamen Übergriffen auf die Zivilbevölkerung durch die indonesische Streitkräfte und mit ihnen verbündete Milizen. Nach einem Hinterhalt, in dem indonesische Soldaten und Halilintar-Milizionäre am 12. April 1999 in Purugua geraten waren, wurden mehrere Osttimoresen in Cailaco hingerichtet. Im Laufe der folgenden zwei Wochen wurden durch pro-indonesische Milizen und Soldaten hunderte Einwohner misshandelt, Hütten niedergebrannt, Frauen und Mädchen vergewaltigt und 20 Menschen getötet. Die Bewohner der Sucos Dau Udo, Goulolo und Raiheu (etwa 2000 Menschen) wurden gezwungen ihr Heim zu verlassen und sich unter der Kontrolle der indonesischen Armee niederzulassen. Männer wurden gezwungen der neuen Miliz Guntur Merah Putih beizutreten.

## Politik

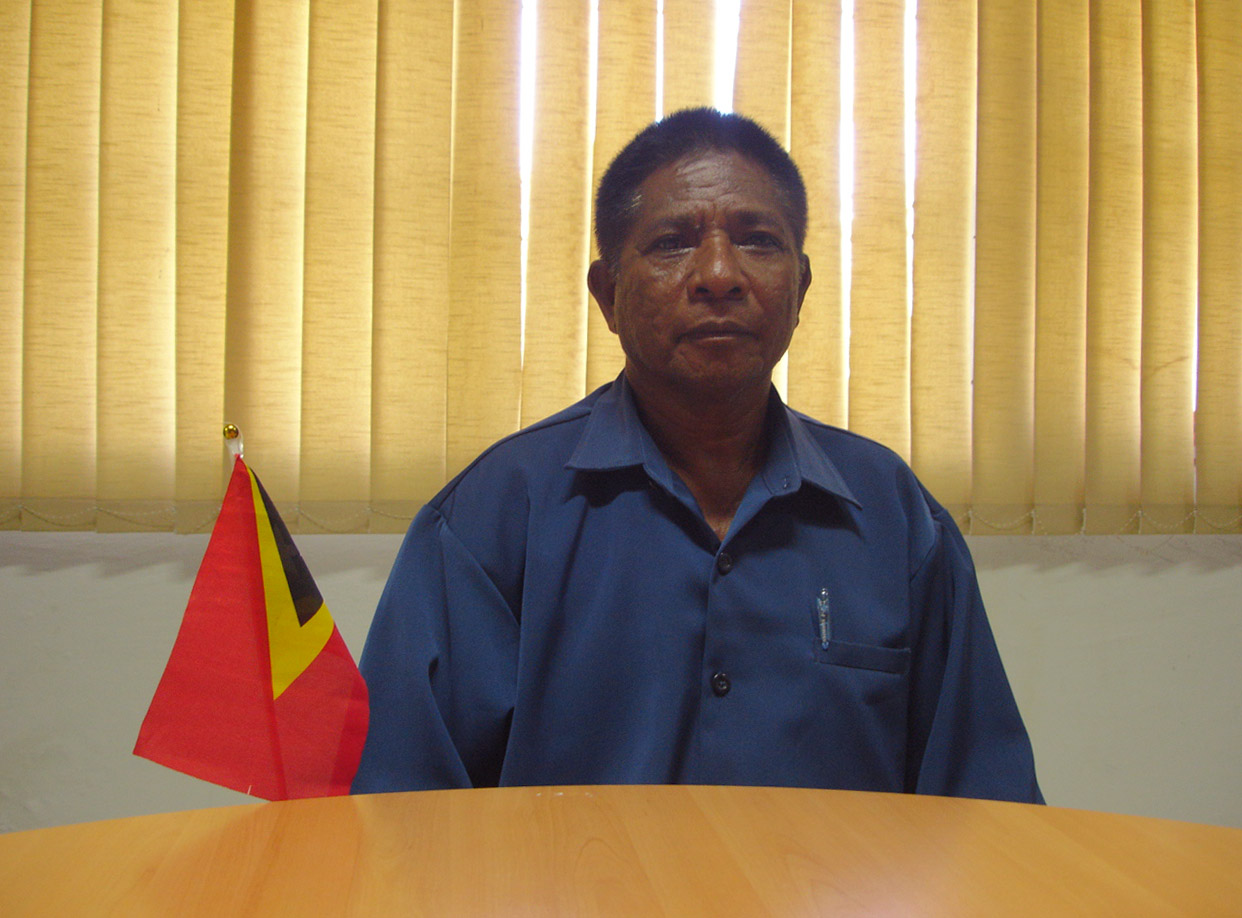
Administrator Alfredo M. da Costa (2013)

Der Administrator des Verwaltungsamts wird von der Zentralregierung in Dili ernannt. 2015/2016 war dies Alfredo Moniz da Costa. 2021 wurde Alfredo Meta Dao zum Administrator ernannt. Am 29. Januar 2024 wurde Rodolfo da Cruz zum Administrator ernannt.

## Wirtschaft
81 % der Haushalte in Cailaco bauen Reis an, 83 % Kokosnüsse, 86 % Mais, 81 % Maniok, 71 % Gemüse und 47 % Kaffee.

## Persönlichkeiten
- Luís Cardoso (* 1958), Schriftsteller